# Nidarosdomen
Nidarosdomen i Trondheim er Norges vigtigste kirke. Den er i dag en luthersk domkirke og menighedskirke og betragtes både som Norges nationalhelligdom og som kroningskirke (selv om der ikke længere foretages kongekroninger i Norge). I den norske grundlov af 1814 står, at Kongeriget Norges regent skal krones i Trondheim. Nidarosdomen blev sidst benyttet som kroningskirke i 1906, da Haakon 7. af Norge blev kronet. Efter afskaffelsen af kroningsceremonien er regenten kun blevet velsignet i den. De norske kronregalier opbevares i en bevogtet kælder ved siden af kirken.
I middelalderen havde kirken også det højstemte tilnavn Cor Norvegiae (Norges hjerte), da den var Olav den Helliges gravkirke. Et mere almindeligt navn var Kristkirken i Nidaros, for selv om den var stærkt knyttet til Skt. Olav, var den ikke indviet til ham.
Kirken og Olavs grav blev et vigtigt pilgrimsmål for hele Nordeuropa, skønt der også kom pilgrimme fra mange andre dele af den kristne verden. I middelalderen var Nidarosdomen katedral for en katolsk ærkebiskop (før 1153: biskop), og ærkebispedømmet Nidaros' kirkeprovins omfattede bispedømmer i hele Norge og de daværende eller tidligere norske, oversøiske lande. Ansvaret for domkirkens korbøn påhvilede augustinerkorherrerne og sekulargejstligheden tilsammen, der delte kannikembederne. Augustinerkorherrerne havde deres kloster i Helgesæter på den anden side af Nidelven.
Ærkebispegården blev opført umiddelbart syd for kirken.
Efter reformationen fortsatte kirken som katedral for det nu lutherske bispedømme, men den lutherske biskop havde ikke længere rang af ærkebiskop, og han var heller ikke primas for den norske kirke. I stedet var kongen i København kirkens overhoved, og Trondheim var ikke længere Norges kirkelige hovedstad. Kirken blev menighedskirke for et luthersk kirkesogn og er det fremdeles. Men til forskel fra alle andre lutherske kirkesogne i Norge er det bygningsmæssige ansvar pålagt statsbudgettet og er ikke et kommunalt ansvar.
Nidarosdomen er en katedral i europæisk målestok, selv om den ikke kan måle sig med de største og prægtigste katedraler i Italien, Frankrig, Tyskland og England. Af de middelalderlige bispekirker i den norske kirkeprovins er det kun Stavanger domkirke og Magnuskatedralen på Orkney, som har overlevet. Katedralen i Bergen er næsten helt forsvundet, og Hallvardskirken i Oslo og domkirken i Hamar er der kun ruiner tilbage af. Nidarosdomen er også den eneste kirke i Norge, som har en fuldt udviklet gotisk basilikaform med stræbebuer.

## Stedvalg knyttet til Olav den Hellige
Nidarosdomen er bygget over det formentlig første, midlertidige gravsted for Olav Haraldsson, som blev dræbt i Slaget ved Stiklestad i 1030. Han blev først gravlagt ved Nidelven lidt ovenfor Trondheim, omtrent der hvor koret i Nidarosdomen er i dag. Snorre beretter indgående om de jærtegn, som var set ved kongens hellige levninger: En herlig duft strømmede fra hans legeme. Han var rød i kinderne, som om han netop var faldet i søvn. Han blev flyttet efter nogle måneder, men fire år efter helligkåringen den 3. august 1031 blev han flyttet tilbage til det kapel, som efterhånden blev udvidet til Nidarosdomen.

## Nidarosdomen rejser sig, og Norge bliver selvstændig kirkeprovins
Omkring 1070 lod kong Olav Kyrre bygge en større Kristkirke. Den var af sten og stod færdig i 1090. Olavsskrinet med Skt. Olavs legeme stod på højalteret i Kristkirken.
Det var Olavs helgenstatus, som gjorde, at pilgrimme flokkedes i Nidaros. Helgenkongens grav blev en vækstfaktor for byen og gjorde den til det selvfølgelige sæde for en biskop nord for fjeldene. I 1152/53 blev bispesædet i Nidaros ophøjet til ærkebispesæde og metropolitsæde for den nyoprettede norske kirkeprovins. De to første ærkebiskopper, Jon og Øystein, iværksatte et stort byggeprojekt for at gøre Kristkirken større. De nye dele blev bygget i anglo-normannisk romansk stil.
I 1183 kom ærkebiskop Øystein hjem fra England. Byggestilen blev lagt om til gotik, og kirken stod færdig omkring år 1300.
Ved reformationen forsvandt både den norske katolske kirke og dens ærkebiskop.

## Beskrivelse og bygningshistorie
Kirken har en lang og spændende bygningshistorie fra den blev påbegyndt og helt op til vore dage. Den består af bygningsdele, som er mellem 30 og 850 år gamle. Den er blevet udsat for en række store brande og restaureringer. Det største arbejde må være genopbygningen af skibet, der havde stået som en ruin uden tag i næsten fire hundrede år efter branden i 1531.
Kirken er bygget etapevis over en lang periode. Sådan som den står nu, er den en restaureret og i vidt omfang rekonstrueret udgave af den tredje kirke, som blev rejst på stedet.

### Bygningshistorie i middelalderen
Oprindelig blev der rejst en trækirke, nærmest et kapel, over helgenkongens oprindelige hvilested (allerede i 1030'erne). Efter få år blev den erstattet med en lang stenkirke. Af den er der kun lidt eller intet tilbage i dag, men fundamenterne kan let identificeres under gulvniveau.
Hen mod midten af 1100-tallet begyndte bygningen af den kirke, som står i dag. Den består af følgende dele:
- Langkoret med tårn, 1220–1240
- Tværskibet, 1140–1180
- Kapitelhuset, 1170–1180
- Oktogonen, 1183–1210
- Skibet med vestfronten, 1248–1320

### Brande og reparationer
Kirken blev flere gange i løbet af middelalderen hærget af brand, noget som førte til reparationer og ind imellem også til nybyggeri. Den brændte i 1327, 1432, 1451 (antagelig), og i 1531.
Kirken brændte også efter reformationen: I 1708 nedbrændte hele katedralen, undtagen stenmurene. Kirken brændte på ny i 1719 efter et lynnedslag.

### Restaurering i nyere tid
En stor restaurering af katedralen begyndte i 1869. Opgaven blev givet til arkitekten H.E. Schirmer. I perioden 1869–1873 ledede han restaureringen af kapitelhuset. Der blev rejst kritik mod Schirmer, fordi han tog sig for store kunstneriske friheder i restaureringsarbejdet. I 1872 overtog arkitekt Christian Christie arbejdet. Han arbejdede meget omhyggeligt med det arkæologiske materiale for at afdække alle sider ved kirkens historie, før han begyndte arbejdet på koret, tårnet og tværskibet.
Det blev senere vedtaget at genrejse skibet og vestfronten. Fra 1908 blev dette arbejde ledet af arkitekt Olaf Nordhagen. For det meste arbejdede der 90 mand ved restaureringsarbejderne, deraf 50 stenhuggere. Skibet stod færdigt i 1930, men efter at have fået godkendt sit forslag til udformning af vestfronten, overtog arkitekt Helge Thiis arbejdet fra 1928. Vestfronten med de to vesttårne var i hovedsagen færdig i 1965, men først i 2001 blev restaureringsarbejderne officielt afsluttet. Udskifting af dårlige sten og forstærkning af svage punkter fortsættes dog.

### De enkelte bygningsdele

#### Koret
Koret blev bygget i to perioder: den første fra 1140 til slutningen af 1180'erne, den anden fra omkring 1200. Nogle mener, at kirken først blev påbegyndt efter at Nidaros var blevet ærkebispesæde i 1152. Koret er i gotisk stil og viser stor lighed med Lincolnkatedralen i England. Bygningsarbejderne i Nidaros er sandsynligvis blevet suppleret med håndværkere fra Lincoln gennem hele 1200-tallet.
Koret blev midlertidigt repareret efter branden i 1328. Der blev gjort enkelte forsøg på reparationer af tårnet og koret efter en ny brand i 1531. I 1708 brændte hele katedralen undtagen ydermurene. Den brændte igen i 1719 som følge af et lynnedslag, og da restaureringsarbejderne kom i gang i 1869, var tårnet et lappeværk af forskellige nødreparationer, og hvælvene i koret var styrtet ned.

#### Tværskibet
Tværskibet, som er i romansk stil, har to små kapeller som udbygninger mod øst.
Kapellet på sydsiden kaldes Johanneskapellet ("søndre stuke"). En indskrift viser, at det blev indviet af ærkebiskop Øystein Erlendsson i 1161 – den eneste indskrift i kirken med et årstal, som kan bruges til datering. Den latinske indskrift fortæller, at kapellet blev indviet 26. november 1161 til både Johannes Døberen, den hellige Vincens af Saragoza og den hellige pave Sylvester. Dette bundt af helgener var et klart og stærkt udsagn fra ærkebiskoppens side om kirkens selvstændighedsambitioner. Den hellige Johannes Døber blev myrdet af den uretfærdige konge Herodes Antipas, mens den hellige Vincens blev tortureret til døde af en anden myndighedsperson, den romerske guvernør Dacian i Spanien, som gjorde sit yderste for at udrydde kristendommen. Hvad angår den hellige Sylvester er det nødvendigt at kende til den (fejlagtige men i middelalderen almindeligt accepterede) historie om det konstantinske gavebrev (Donatio Constantini): Ifølge den skulle kejser Konstantin have overdraget pave Sylvester og hans efterkommere gejstlig magt over de store kirkelige patriarkater, men også den verdslige magt og myndighed over byen Rom og alle italienske eller vestlige regioner med tilhørende provinser, byer og steder. Dermed blev middelalderpavernes herskerkrav underbygget.
Ved denne indvielse af det første færdiggjorte kapel i den nye Kristkirke markerede ærkebiskoppen overfor den norske kongemagt, at den verdslige magt, som stadig havde ladet troens mennesker lide, ville gøre ret i fuldt ud at anerkende kirkens selvstændighed og retmæssige stilling.
Kapellet i den nordre tværskibsarm – lektoriet – blev indviet nogle år senere.
Tværskibene blev ændret en del i retning af gotik for at tilpasse dem til det tilbyggede kor, og de viser interessante overgangsformer mellem romansk og gotisk arkitektur.

#### Kapitelhuset
Kapitelhuset ligger som en fritstående tilbygning på nordsiden af koret. Udvendig er det helt romansk, med tykke mure og rundbuede vinduer. Men indvendig har det spidsbuer i hvælvene. Bygningen er efter nordiske forhold et usædvanligt tidligt eksempel på det forestående stilskift. Det omtales også som Mariakapellet, skønt det i Middelalderen antagelig aldrig har haft sådan en funktion.

#### Oktogonen
Oktogonen er den ottekantede afslutning af kirken mod øst (apsis). Fischer mener, at biskop Øystein (Erlendsson) fik ideen til denne usædvanlige korafslutning under sit eksil i England i 1179–83. Ved katedralen i Canterbury blev der opført en mindebygning for Thomas Becket på denne tid, og det kan have givet en impuls til oktogonen. Udformningen af oktogonen i Canterbury var på sin side efter alt at dømme en efterligning af bygningsværket rundt om Jesu grav (Gravkirken i Jerusalem).
Indvendig har oktogonen en blindarkade – dvs. en dekorativ buegang, som springer frem i relief fra vægfladen – udstyret med spidsbuer med blondeudsmykning og kapitæler med bladudsmykning. Udvendig dominerer figurative udsmykninger – dyrekroppe, menneskemasker og bladværk. Et par mandshoveder i naturalistisk stil er også bevaret.
Hensigten med denne udformning var at skabe et “ambulatorium”, en korgang, for de mange pilgrimme som på den måde kunne komme nær på Olavsskrinet på højalteret. På deres vandring rundt om højalteret kom pilgrimmene også til en brønd, der var indbygget i nordvæggen over kirkens Olavskilde.
Meget tyder på, at der opstod en selvstændig stenhuggerskole i Nidaros under arbejdet med oktogonen under 1200-tallet. Her blev der lavet figurfremstillinger, som der ikke findes direkte forbilleder for hverken i Frankrig eller England.
Efter branden i 1328 blev der udført omfattende reparationsarbejder inde i oktogonen. Der blev også opført en gennembrudt skillevæg (skærm) ud mod koret. Den blev smukt restaureret under ærkebiskop Erik Walkendorf mellem 1510 og 1521, men det blev det sidste arbejde, som blev udført på Nidarosdomen, før forfaldet satte ind efter reformationen. Eftersom denne del af kirken tog mindre skade under de senere brande, fremstår oktogonen i dag som den mest autentiske del af Nidarosdomen.

#### Skibet med Vestfronten
Skibet udgjorde en storstilet udvidelse af kirken, da det blev påbegyndt under ærkebiskop Sigurd Erlendsson i 1248. Stilen karakteriseres som højgotik med klare engelske forbilleder. Blandt andet kan englereliefferne på buegangene referere til "englekoret" i Lincolnkatedralen og til Westminster Abbey, som blev påbegyndt i 1245. I løbet af 1700-tallet styrtede hvælvene i skibet sammen, sådan at kun en del af ydervæggene stod tilbage midt i 1800-tallet.
I 1800-tallet var vestfronten meget nedbrudt og ødelagt. Kun fem af de oprindelig 30–40 statuer var tilbage. Derfor var der stor tvivl om, hvordan væggen kunne have set ud i middelalderen. En tegning af Jacob Maschius fra 1661 viser én skulpturrække og to lave tårne over arkaden, og det gav nogle holdepunkter. Men da restaureringsarbejdet gik i gang, opstod der en langvarig ekspertstrid, som ikke blev afsluttet, før man godkendte Helge Thiis' forslag med tre skulpturrækker over arkaden i 1929.
Der er enighed om, at vestfronten har været en skærmfacade ("screen wall") af dekorativ art foran skibet, og at denne også har dækket den nederste del af vesttårnene. Ideen med en skærmfacade af den type kom fra England, mens de bevarede skulpturer også viser påvirkning fra fransk og muligvis tysk gotik.

#### Kapeller i triforiehøjde
I "anden etage" af kirken, det som på arkitektsprog kaldes triforiet, er der tre kapeller, som normalt ikke er tilgængelige for besøgende. Det aflukkede er Mariakapellet på det nordre tværskibs østside. Kapellet er istandsat så grundigt med moderne glasmalerier af kunstneren Oddmund Kristiansen, at det af og til bruges til gudstjenester, bl.a. vielser. Samme kunstner har også lavet glasmalerierne i Olavskapellet, som har en tilsvarende placering i det søndre tværskib.
Det tredje kapel er meget lille og ikke videre klargjort til brug i gudstjenesten. Det er Mikaelskapellet, som ligger helt mod nord over indgangspartiet i det nordre tværskib. Det er i katolske lande almindeligt at se Mikaelskapeller på sydsiden af større kirker, eftersom ærkeenglen Mikael blev påkaldt som værn mod helvedes magter. I det høje nord har man fornuftigvis indset, at helvede ikke var et varmt sted, men derimod et meget koldt. Det er formentlig årsagen til placeringen af kapellet.

### Glasvinduer, statuer, portaler, orgel og andre elementer

#### Glasvinduerne
Rosetvinduet:
I 1903 forelå der et udkast til udformning af vestfronten fra arkitekt Christie. Det var uden rosetvindue, men Jens Thiis mente, at sådan et var nævnt i 1500-tallets kilder. Det førte til en heftig debat, som efterhånden blev kaldt rosekrigen. Problemet var, at der ikke var arkæologisk belæg for, hvordan vestfronten havde set ud. Til slut godkendte Stortinget Olaf Nordhagens vestfrontudkast fra 1911 med rosetvindue. Vinduerne er inspireret af de franske katedraler, specielt Chartres-katedralen. De blev lavet i en glashytte ved Nidarosdomen og er ikke direkte kopier af nogen bestemte glasmalerier fra middelalderen. Glasmalerierne blev udført af Gabriel Kielland 1871–1960. Han havde også ansvaret for vinduerne i skibet og rosetvinduerne i syd og nord.
Vinduet i vestfronten har temaet "dommedag", fordi det vender mod solnedgangen.
Øvrige glasvinduer:
I nord finder vi Jomfru Maria med Barnet omgivet af forfædre og gammeltestamentlige konger. I vinduerne under det nordlige rosetvindue finder vi gammeltestamentlige profeter.
I syd er temaet Den Opstandne Kristus omgivet af scener fra evangelierne. Apostlene er i vinduet nedenunder.

#### Skulpturerne
Nidarosdomen har en række skulpturer. Nogle er bevaret fra middelalderen, for det meste i oktogonen.
Vestfronten og dens skulpturer
Vestfronten har et stort antal skulpturer, men de fleste er ikke fra middelalderen. Under restaureringen måtte man fremskaffe skulpturer for at fylde vestfronten. Der blev lavet et skulpturprogram, som var inspireret af middelalderens stil.
Over midtportalen står en fremstilling af korsfæstelsen, i gavlen over rosetvinduet en dommedagsscene, og øverst i den øverste gavlen ses Kristus i triumf.
Skulpturerne fylder tre etager. Her finder vi helgener med tilknytning til Norge, som Skt. Olav og Skt. Sunniva, apostlene, biskopper og patriarker.
Det morsomme ved disse skulpturer er, at mange af dem er portrætter af kendte personer i billedhuggernes samtid. Skt. Klemens er et portræt af digteren Olav Aukrust. Biskop Sigurd har tre afhugne hoveder på et fad, og de har træk fra arkitekterne Gudolf Blakstad, Herman Munthe–Kaas og Helge Thiis. Bronzeskulpturen af ærkeenglen Mikael, som knejser helt øverst over det nordre vestfronttårn, er modelleret af Kristoffer Leirdal, og den bærer Bob Dylans ansigtstræk.
Baggrunden for at lade billedhuggerne have så stor frihed var, at de i middelalderen også havde morskab af at lave portrætter af samtidige biskopper, bygmestre og arkitekter. I middelalderen lavede de ikke realistiske portrætter ved at overføre modellernes ansigtstræk til skulptur eller maleri, men snarere ved at vise typeportrætter af biskopper eller konger.
Skulpturene på oktogonen:
Oktogonen er det rigest dekorerede middelalderlige arkitekturværk i sten, som eksisterer i Norge. Skulpturer er placeret i et bånd under vinduerne, og under gesimsen findes konsoller, som er udhugget som mands- og kvindebuster.
Søjlerne i eksteriøret har ingen statisk funktion og er rent dekorative elementer. De er af hvid marmor fra egnen. I engelsk gotik var det sædvanligt at bruge mørkegrønne søjler i kontrast til den lyse kalksten. På Nidarosdomen er den omvendte kontrastvirkning med hvide søjler mod den grågrønne klæbersten.

#### Portaler
Kirken har mange portaler: tre i vestfacaden, to i skibet, og én i tværskibet og i oktogonen.
Portalen i det nordre tværskib kaldes ofte nordportalen og er i anglo-normannisk stil, den udgave af romansk arkitektur, som blev udviklet i Normandiet og England i det 11. århundrede. Portalen har zik-zak-borter (chevron), foldekapitæler og løvemasker.

#### Orgler
Nidarosdomen har to store pibeorgler, som begge regnes for at have stor historisk værdi. Det ældste blev bygget af den tyske orgelbygger Johann Joachim Wagner i 1738-39 og blev opstillet af mestersvenden Peter Migend i 1741. Det har 30 stemmer, 2 manualer og pedal, og står på et galleri i det nordlige tværskib. Efter at have været oplagret i kirken fra 1930 blev det restaureret i 1994 og nyopstillet af Jürgen Ahrend.
Til 900-årsmarkeringen af slaget ved Stiklestad i 1930 blev der bestilt et nyt stort orgel fra den tyske orgelfabrik Steinmeyer. Da det stod færdigt, havde det 127 stemmer, fire manualer og pedal. Under en stor ombygning i 1960'erne blev Steinmeyer-orgelet flyttet til et nyt galleri i vestenden af kirken, og mange stemmer blev fjernet. Det ødelagde meget af helheden i instrumentet, og der er planer om en altomfattende restaurering. Der har længe været strid i miljøet omkring Domkirken vedrørende "orgelsagen".

### Påvirkning fra andre kirker
Sandsynligvis er der mange kirker, der har tjent som forbilleder for Nidarosdomen. Hovedtrækkene i kirken følger et almindeligt domkirkeskema, men den har kun et tværskib. Det var sædvanligt med to i de engelske kirker. Den mangler også et retrokor eller Lady Chapel. I stedet har den oktogonen som korafslutning i øst. Dette er specielt for Trondheim, selv om oktogonformen har sine forbilleder på kontinentet og i Gravkirken i Jerusalem. En række små middelalderkirker især i Midtnorge er inspireret af oktogonen i Nidarosdomen.
Imidlertid kan der påvises en stærk påvirkning fra Lincolnkatedralen og fra koret i Canterburykatedralen. I skibet findes lighedspunkter med "englekoret" i Lincoln. Men murene i Trondheim er tyndere, noget som er mere almindeligt i franske kirker.
Det, som voldte restaureringsarkitekterne mest bryderi, var vestfronten. Én engelsk katedral har en vestfront som minder lidt om Trondheim, nemlig Lichfieldkatedralen. Den er en syntese mellem de franske totårnsfacader og den engelske skærmfacade. Nogle forskere mener, at Nidarosdomens vestfront kan have haft lighedspunkter med denne, men at det er to bygninger med uens byggehistorie, som snarere bør betragtes som paralleller.

## Andre forbilleder?
Nidarosdomen kan også have fællestræk med Christ Church Cathedral i den ældste del af Dublin (som i hovedsagen var en norrøn by (Østmannabyen – Oxmanstown) fra 800-tallet indtil 1170). Nidarosdomen kaldes også Kristkirken i Nidaros, og den har derfor et tvillingnavn til Kristkirken i Dublin. Kristkirken i Dublin blev bygget fra 1030-tallet af efterkommere efter nordiske vikinger, som bosatte sig omkring det Irske hav og stod i nær kontakt med Norge til nogen tid efter den Sorte død. Den, som opsøger Christ Church i Dublin, vil genkende byggemåde og -stil.

## Spøgelsesmunken
Bispinden Marie Gleditsch fik under en aftengudstjeneste i Mariakapellet (Skrudhuset) i januar 1924 øje på en skikkelse i søjlegangen oppe ved oktogonen. Skikkelsen havde angiveligt tonsur og munkekappe, og gik lige gennem en af tilhørerne. Munken bevægede sig bagved præsten, som stod foran alteret. Her løftede munken hovedet, og bispinden så en blodig stribe over hans hals. "Da turde jeg ikke se mere," udtalte hun senere til Aftenposten i 1930. "Jeg så ned, men da jeg et øieblikk efter så op, stod munken med korslagte armer i den søilegang hvor jeg først så ham, og skulte på oss. Så forsvant han." I en anden version af historien siges det, at fru Gleditsch så munken tage kvælertag på præsten. Andre, som senere hævder at have set munken, er Hamar-biskop Alex Johnson  i 1930. Efter at en avis gengav hans oplevelse, ville biskoppen dog hverken bekræfte eller afkræfte historien. 
I 1966 tilbragte filosofimagister Jon Medbøe  og to studenter en nat i Nidarosdomen. Bagefter fortalte de, at de tydeligt hørte slæbende skridt og messesang. Medbøe kunne tidsfæste korsangen til 1208, fra Perotinus i Notre Dame. Medbøe blev derefter, efter ordre fra domprovsten, udestængt fra Nidarosdomen om natten. Medbøe mente, at der var tale om flere munke, som han også havde identificeret.  Samtidig pågik en voldsom mediedebat og interviewer med mennesker, som mente at have set eller hørt munken, samt interviewer med folk, som troede på spøgelser. Nogle år senere ønskede André Bjerke at udforske munkemysteriet som et indslag i sin fjernsynsserie I grenseland.  Det sagde kirkens ledelse nej til.
Dirigent i Trondheim damekor, Berit Hagen, blev både konfirmeret og gift i Nidarosdomen, men også skræmt som ung ved en 1. maj-fejring, hvor hendes kor som sædvanligt sang i kirken. Koret sad samlet til venstre for hovedalteret med Berit Hagen i midten i bagerste række. Pludselig føltes hendes krop halveret, med den højre side dækket af gåsehud. Hagen gispede af skræk og stirrede på pigen ved siden af, som stirrede tilbage. Den pige havde fået gåsehud over sin hele venstre side, som vendte mod Hagen. De to vendte sig langsomt om, men så ingen og mærkede heller ingen træk. Hagen var sikker på, at det måtte skyldes genfærdet. 